# Meurcé
Meurcé é uma comuna francesa na região administrativa do País do Loire, no departamento de Sarthe. Estende-se por uma área de 6.16 km². Em 2010 a comuna tinha 271 habitantes (densidade: 44 hab./km²).